# The Devonsville Terror
The Devonsville Terror è un film horror del 1983 diretto da Ulli Lommel.

## Produzione
Donald Pleasence venne scelto per il ruolo del Dr. Warley visto il successo che aveva riscontrato interpretando un personaggio analogo (il dottor Sam Loomis) nella celebre saga Halloween - La notte delle streghe (1978) di John Carpenter.